# Perizoma clavior
Perizoma clavior là một loài bướm đêm trong họ Geometridae.